# گزیلوز
گزیلوز  (به یونانی ξυλος به معنی چوب)  قندی است که برای اولین بار از چوب استخراج شد. گزیلوز به عنوان یک مونوساکارید نوع آلدوپنتوز طبقه‌بندی می‌شود. این به این معنی است که گزیلوز دارای ۵ اتم کربن بوده و یک گروه آلدهید دارد. گزیلوز پیش ساز همی سلولز است که یکی از ماده‌های مهم طبیعت است. یزومرهای مختلفی دربیاید. همچنین به خاطر وجود گروه هیدروکسیل آزاد، یک قند احیاکننده به‌شمار می‌رود.

## ساختار گزیلوز
فرم غیر حلقوی گزیلوز دارای فرمول HOCH2(CH(OH))3CHO  است. فرم‌های حلقوی این قند در حالت محلول فراوان تر از فرم غیر حلقوی گزیلوز هستند. گزیلوز حلقوی به دو سکل پیرانوز و فورانوز دیده می‌شوند.  هر یک از این دوئ فرم نیز می‌توانند به یکی از دو شکل آلف یا بتا باشند.

## گزیلوز در طبیعت
گزیلوز مادهٔ اصلی سازندهٔ همی سلولز است که حدود ۳۰% از جرم گیاهان را تشکیل می‌دهد. همچنین در رویان بیشتر گیاهان نیز می‌توان گزیلوز یافت. گزیلوز برای اولین بار توسط کوخ در سال ۱۸۸۱ کشف شد.
همچنین گزیلوز اولین قند ی است که در تشکیل پروتئوگلیکان‌ها به سرین یا ترئونین وصل می‌شود. بنابراین اولین مونوساکارید در مسیر بیوسنتتیک پلی ساکاریدهای آنینونی ای مثل هپاران سولفات و کندروایتین سولفات هست.

## استفاده گزیلوز
تجزیهٔ اسیدی همی سلولز باعث به وجود آمدن فورفورال می‌شود. یک حل شونده شیمیایی که در تهیه پلی ساکاریدهای صناعی نقش مهمی بر عهده دارد.  گزیلوز توسط انسان‌ها ساخته نمی‌شود و مستقیماً از روده جذب شده و بدون تغییر توسط کلیه‌ها از بدن دفع می‌شود.